# Lionel Tollemache, VIII conte di Dysart
Lionel William John Tollemache, VIII conte di Dysart (18 novembre 1794 – Richmond upon Thames, 23 settembre 1878) è stato un politico e nobile inglese.

## Biografia
Era il figlio di William Manners (in seguito William Tollemache, Lord Huntingtower), e di sua moglie, Catherine Grey, figlia di Francis Grey. Nel 1821, quando sua nonna Louisa Tollemache divenne contessa di Dysart , assunse attraverso una licenza reale il cognome "Tollemache" al posto di "Manners". Alla morte di suo padre nel 1833, successe come baronetto di Hanby Hall e come erede apparente di sua nonna, con il titolo di cortesia di Lord Huntingtower.

## Carriera
Dysart è stato membro del Parlamento per Ilchester, al fianco di suo fratello minore, Felix Tollemache (1827-1830). Nel 1836 fu nominato High Sheriff of Leicestershire. Nel 1841 succedette a sua nonna nella contea di Dysart e nella sua tenuta alla Ham House di Richmond, a Londra. Tuttavia, poiché si trattava di un titolo scozzese, non gli conferì il diritto di sedere nella Camera dei lord.

## Matrimonio
Sposò, il 23 settembre 1819, Maria Toone (?-15 febbraio 1869), figlia di Sweeny Toone. Ebbero un figlio:
- William Tollemache, Lord Huntingtower (4 luglio 1820-21 dicembre 1872)[2]

Lord Dysart ebbe un figlio dalla relazione con Esther Cox, Alfred Cox (nato il 28 marzo 1818), che cambiò il suo nome in Alfred Manners nel 1850.

## Ascendenza
|                                           |   |                                       | Genitori                             |  |  | Nonni |  |  | Bisnonni        |  |  | Trisnonni                        |  |
|                                           |   |                                       |                                      |  |  |       |  |  | William Manners |  |  | John Manners, II duca di Rutland |  |
|                                           |   |                                       |                                      |  |  |       |  |  | William Manners |  |  | John Manners, II duca di Rutland |  |
|                                           |   | Katherine Russell                     |                                      |  |  |       |  |  | William Manners |  |  |                                  |  |
| John Manners                              |   |                                       |                                      |  |  |       |  |  | William Manners |  |  |                                  |  |
|                                           |   | Corbetta Smyth                        | William Smyth                        |  |  |       |  |  |                 |  |  |                                  |  |
|                                           |   | Corbetta Smyth                        | William Smyth                        |  |  |       |  |  |                 |  |  |                                  |  |
|                                           |   | Corbetta Smyth                        | Mary Corbet                          |  |  |       |  |  |                 |  |  |                                  |  |
| William Tollemache, lord Huntingtower     |   | Corbetta Smyth                        |                                      |  |  |       |  |  |                 |  |  |                                  |  |
|                                           |   | Lionel Tollemache, IV conte di Dysart | Lionel Tollemache, lord Huntingtower |  |  |       |  |  |                 |  |  |                                  |  |
|                                           |   | Lionel Tollemache, IV conte di Dysart | Lionel Tollemache, lord Huntingtower |  |  |       |  |  |                 |  |  |                                  |  |
|                                           |   | Lionel Tollemache, IV conte di Dysart | Henrietta Cavendish                  |  |  |       |  |  |                 |  |  |                                  |  |
| Louisa Tollemache, VII contessa di Dysart |   | Lionel Tollemache, IV conte di Dysart |                                      |  |  |       |  |  |                 |  |  |                                  |  |
|                                           |   | Grace Carteret                        | John Carteret, II conte Granville    |  |  |       |  |  |                 |  |  |                                  |  |
|                                           |   | Grace Carteret                        | John Carteret, II conte Granville    |  |  |       |  |  |                 |  |  |                                  |  |
|                                           |   | Grace Carteret                        | Frances Worsley                      |  |  |       |  |  |                 |  |  |                                  |  |
| Lionel Tollemache, VIII conte di Dysart   |   | Grace Carteret                        |                                      |  |  |       |  |  |                 |  |  |                                  |  |
|                                           | … | …                                     |                                      |  |  |       |  |  |                 |  |  |                                  |  |
|                                           | … | …                                     |                                      |  |  |       |  |  |                 |  |  |                                  |  |
|                                           | … | …                                     |                                      |  |  |       |  |  |                 |  |  |                                  |  |
| Francis Gray                              | … |                                       |                                      |  |  |       |  |  |                 |  |  |                                  |  |
|                                           |   | …                                     | …                                    |  |  |       |  |  |                 |  |  |                                  |  |
|                                           |   | …                                     | …                                    |  |  |       |  |  |                 |  |  |                                  |  |
|                                           |   | …                                     | …                                    |  |  |       |  |  |                 |  |  |                                  |  |
| Catherine Grey                            |   | …                                     |                                      |  |  |       |  |  |                 |  |  |                                  |  |
|                                           |   | James Ruddock                         | …                                    |  |  |       |  |  |                 |  |  |                                  |  |
|                                           |   | James Ruddock                         | …                                    |  |  |       |  |  |                 |  |  |                                  |  |
|                                           |   | James Ruddock                         | …                                    |  |  |       |  |  |                 |  |  |                                  |  |
| Eliz Ruddock                              |   | James Ruddock                         |                                      |  |  |       |  |  |                 |  |  |                                  |  |
|                                           |   | …                                     | …                                    |  |  |       |  |  |                 |  |  |                                  |  |
|                                           |   | …                                     | …                                    |  |  |       |  |  |                 |  |  |                                  |  |
|                                           |   | …                                     | …                                    |  |  |       |  |  |                 |  |  |                                  |  |
|                                           |   | …                                     |                                      |  |  |       |  |  |                 |  |  |                                  |  |